# 423e régiment de fusiliers motorisés de la Garde
Le 423e régiment de fusiliers motorisés de la Garde (russe : 423-й гвардейский мотострелковый Ямпольский Краснознамённый) est un régiment des Forces terrestres russes. Pendant la majeure partie de l'après-guerre, il faisait partie de la 4e division de chars de la Garde.

## Histoire
L'unité est formée en juin 1942 au sein du 17e corps de chars sous le nom de 31e brigade de fusiliers motorisés. Le 2 janvier 1943, elle est rebaptisée 3e brigade de fusiliers motorisés de la Garde « Yampolsky », Ordre de Souvorov et de Koutouzov.
Dans les trois ans suivant sa participation à la guerre germano-soviétique, la brigade combat du Don à l'Elbe, de la ville de Voronej aux murs de Prague, infligeant de lourds dégâts aux forces ennemies. Pour ses actions, 19 membres de la brigade recevront des distinctions, notamment héros de l'Union soviétique[réf. nécessaire].
Depuis le 11 septembre 1945, sa garnison se situe à Naro-Fominsk, dans la région de Moscou[réf. nécessaire].
Le 5 mai 1957, l'unité est rebaptisée 423e régiment de fusiliers motorisés de la Garde « Iampolski », ordre de Souvorov et de Koutouzov de 2e classe[réf. nécessaire].
Du 11 septembre 1999 au 28 mars 2000, le groupement tactique régimentaire du 423e régiment tente de maintenir l'ordre dans le territoire de la république tchétchène. Il participe notamment à l'assaut de la ville de Grozny et à la bataille de Komsomolskoïe. Le régiment dénombre la mort de 27 de ses soldats.
En 2000, 2001, 2002, l'unité est nommée meilleur régiment du district militaire de Moscou[réf. nécessaire].
Le 21 juin, la partie célèbre une fête annuelle de formation d'un régiment. Le régiment est dissous en avril 2009 lorsque sa division est transformée en brigade, avant d'être rétablie en 2013 après la création de la 4e division de chars de la Garde, conformément au décret n° 326 du président de la fédération de Russie.
Le régiment participe à l'invasion russe de l'Ukraine. Le 24 février 2022, le premier jour de l'invasion russe, des soldats de la 93e brigade mécanisée des forces armées ukrainiennes capturent deux soldats du régiment. Le 9 mars, un soldat russe fait prisonnier tient une conférence de presse à Kiev, où il déclare avoir été manipulé sur l'opération militaire en Ukraine.

## Structure
En 2007, le régiment est composé des unités suivantes[réf. nécessaire]:
- 1er bataillon motorisé, Naro-Fominsk
- 2e bataillon motorisé, Naro-Fominsk
- 3e bataillon motorisé, Naro-Fominsk
- Compagnie indépendante de renseignement militaire, Naro-Fominsk
- Compagnie de signalisation indépendante, Naro-Fominsk
- Compagnie de soutien, Naro-Fominsk
- Compagnie du génie, Naro-Fominsk
- Compagnie blindé, Naro-Fominsk
- Bataillon d'artillerie, Naro-Fominsk
- Bataillon d'artillerie, Naro-Fominsk
- Bataillon de défense aérienne, Naro-Fominsk

## Personnel et matériel
Le régiment comptait environ 1 692 soldats en service actif[réf. nécessaire].
Résumé de l'équipement en 2007
Chars
- T-80 — 80

Véhicules de combat d'infanterie
- BMP-1KSh — 5
- BMP-2 — 85

Véhicules blindés de transport de troupes
- BTR-82A — 4
- MT-LB — 3

Système antiaérien
- ZSU-23-4 et 9K35 Strela-10 — nombre inconnu

Mortiers
- 2S12 Sani — nombre inconnu